# Kette
Kette je priimek v Sloveniji, ki ga je po podatkih Statističnega urada Republike Slovenije na dan 1. januarja 2010 uporabljalo 8 oseb.

## Pomembni nosilci priimka
- Dragotin Kette (1876—1899), pesnik